# Johnny Eliasen
Johnny Eliasen (født 12. juni 1949) er en dansk balletdanser og -instruktør.
Livet ved balletten startede, da Johnny Eliasen som syv-årig blev optaget på Det Kongelige Teaters Balletskole. Efter endt uddannelse var han rundt om Den Skandinaviske Ballet, inden han i 1965 blev aspirant hos Den Kongelige Ballet, hvor han i 1972 blev udnævnt til solodanser. Med sin udstråling og maskulinitet, passede han perfekt til Flemming Flindts repertoire og vakte stor opmærksomhed, da han i 1973 i Flindts opsigtsvækkende værk Felix Luna kom ned splitternøgen fra sofitterne som Leonardo da Vincis muskelmand i cirklen.
Udover moderne balletter af koreografer som Flemming Flindt, Eske Holm og Ann-Kristin Hauge dansede Johnny Eliasen et meget stort antal klassiske og neoklassiske partier i sine 20 år som solodanser, hvor han var en af Den Kgl. Ballets mest benyttede dansere. Repertoiret spændte fra Bournonville og Balanchine til Tetley, Cranko, Neumeier og van Manen.
Medvirken i to spillefilm er det også blevet til. I Violer er blå fra 1975 spillede han en ung jurist, og i 1981 kunne han opleves som Morten Lakaj i Jeppe på bjerget.
I 1987 tog Johnny Eliasen orlov for at være instruktør og lærer hos Peter Schaufuss ved English National Ballet, og i 1990 fulgte han med Schaufuss til Deutsche Oper i Berlin. Tilbage i København var han et stabilt element i Den Kgl. Ballets turbulente år, da han 1994-2000 var viceballetmester for både Peter Schaufuss, Maina Gielgud og Aage Thordal Christensen. Og da Peter Schaufuss forlod balletmesterposten reddede Johnny Eliasen situationen ved at springe ind som konstitueret balletmester 1995-97.
I 2001 besluttede Johnny Eliasen at stoppe på Det Kgl. Teater og var en kort periode, til 2004, lærer og instruktør ved Peter Schaufuss Balletten. Derpå blev han en internationalt efterspurgt balletpædagog og instruktør, der ni måneder om året rejser rundt i verden, hvor han bl.a. arbejder med Royal Ballet i London, Houston Ballet, Dallas Ballet, National Ballet of Canada, Columbus Ballet, Colorado College, Den Finske Nationalballet, Basel Ballet, The Australian Ballet og Bolsjoj Balletten.
Han har i dag sin faste base i Holstebro, hvor hustruen Theresa Jarvis Eliasen leder Det Kgl. Teaters Balletskole, og sammen har de døtrene Emily og Eloise.